# Plonéis
Plonéis (prononcé : /plo.nɛjs/ est une commune du département du Finistère, dans la région Bretagne, en France. Elle est située à 10 kilomètres environ de Quimper. La ville se situe dans l'intercommunalité de Quimper Bretagne occidentale.
Le Goyen, fleuve qui se jette dans la mer à Audierne, y prend sa source.
Une station du système de radiolocalisation CONSOL y était installée. La Cité du Radiophare en garde le souvenir.

## Géographie

### Localisation et communes limitrophes
Plonéis est une commune du sud Finistère et est située sur l'axe Quimper-Douarnenez, à une dizaine de kilomètres de Quimper.
|                         | Guengat |           |
| Gourlizon               | Plonéis | Quimper   |
| Plogastel-Saint-Germain |         | Pluguffan |

### Relief et hydrographie
Le relief de la commune est vallonné, les altitudes variant entre 163 mètres près de Kerlann Vihan (au sud-ouest du finage communal et 73 mètres à l'extrême ouest de la commune dans la vallée du Goyen, à l'ouest de la Boissière. Le bourg est vers 150 mètres d'altitude. Le paysage rural traditionnel est celui du bocage avec un habitat dispersé en de nombreux écarts formés de fermes isolées et de petits hameaux.
Le réseau hydrographique est constitué pour l'essentiel par la partie amont du Goyen, un fleuve côtier qui a sa source au sud du bourg et coule vers l'ouest, et par un affluent de rive droite qui forme sur une partie de son cours limite avec Gourlizon ; au nord un affluent de rive droite du Steir forme limite avec Guengat.

### Géologie
D'anciennes aurières, reconnaissables à l'existence de fosses très allongées, longues de plusieurs centaines de mètres, existent à Kerniou, ainsi qu'au Menez-Guen et à Toulgoat en Quimper.

### Hydrographie
Pour un article plus général, voir Réseau hydrographique du Finistère.
La commune est située dans le bassin Loire-Bretagne. Elle est drainée par le Goyen, le Corroac'h et divers autres petits cours d'eau,.
Le Goyen, d'une longueur de 32 km, prend sa source dans la commune  et se jette  dans l'Océan Atlantique en limite de Plouhinec et d'Audierne, après avoir traversé onze communes. 
Le Corroac'h, d'une longueur de 17 km, prend sa source dans la commune  et se jette  dans l'Odet en limite de Plomelin et de Combrit, après avoir traversé six communes. 

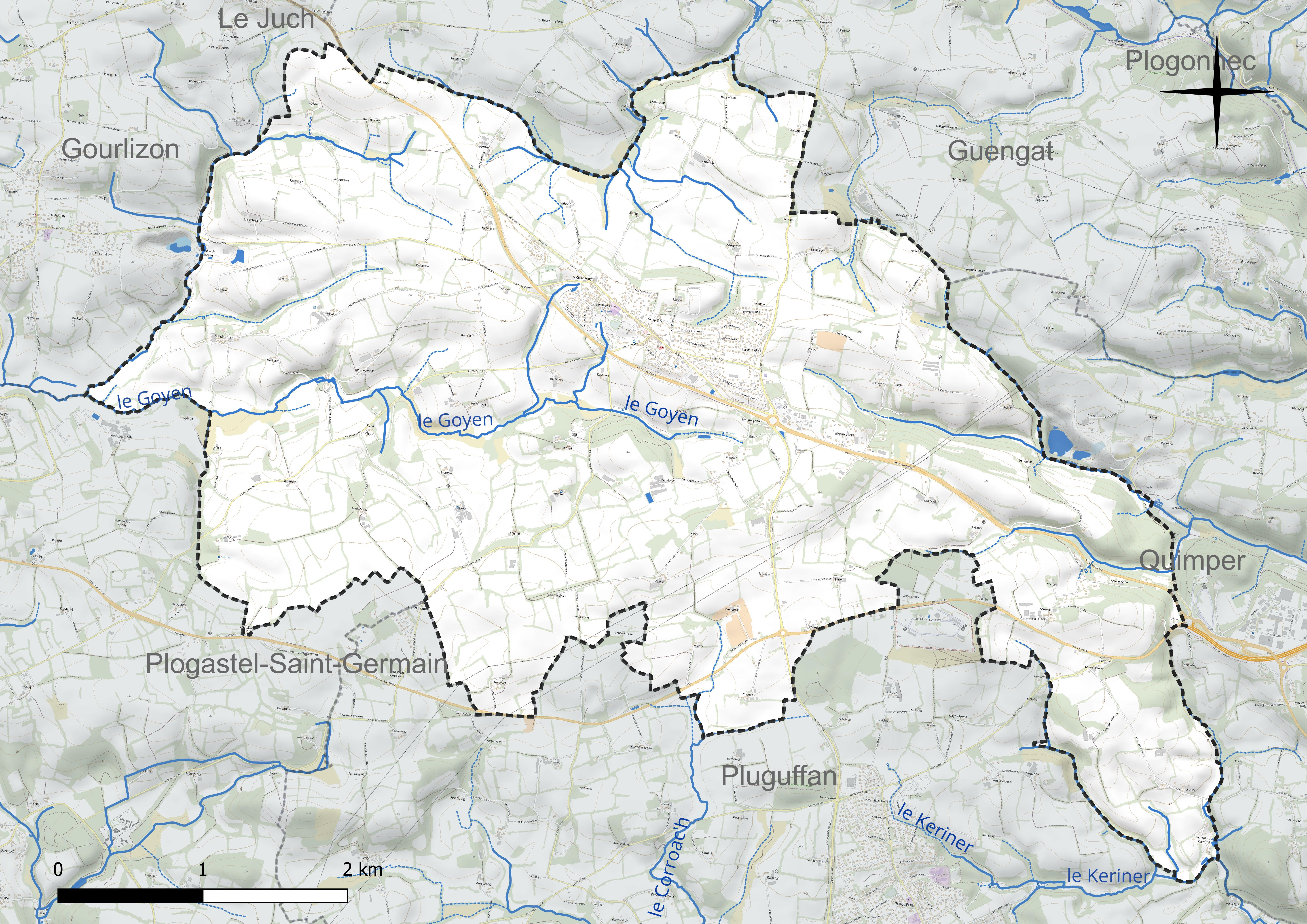
Réseau hydrographique de Plonéis.

### Climat
Pour des articles plus généraux, voir Climat de la Bretagne et Climat du Finistère.
En 2010, le climat de la commune est de type climat océanique franc, selon une étude du CNRS s'appuyant sur une série de données couvrant la période 1971-2000. En 2020, Météo-France publie une typologie des climats de la France métropolitaine dans laquelle la commune est exposée à un climat océanique et est dans la région climatique  Bretagne orientale et méridionale, Pays nantais, Vendée, caractérisée par une faible pluviométrie en été et une bonne insolation. Parallèlement l'observatoire de l'environnement en Bretagne publie en 2020 un zonage climatique de la région Bretagne, s'appuyant sur des données de Météo-France de 2009. La commune est, selon ce zonage, dans la zone « Monts d'Arrée », avec des hivers froids, peu de chaleurs et de fortes pluies.  
Pour la période 1971-2000, la température annuelle moyenne est de 11 °C, avec  une amplitude thermique annuelle de 11,3 °C. Le cumul annuel moyen de précipitations est de 1 243 mm, avec 16,3 jours de précipitations en janvier et 8,8 jours en juillet. Pour la période 1991-2020, la température moyenne annuelle observée sur la station météorologique la plus proche, située sur la commune de Pluguffan à 5 km à vol d'oiseau, est de 12,1 °C et le cumul annuel moyen de précipitations est de 1 214,4 mm,. Pour l'avenir, les paramètres climatiques de la commune estimés pour 2050 selon différents scénarios d'émission de gaz à effet de serre sont consultables sur un site dédié publié par Météo-France en novembre 2022.

### Transports
Plonéis n'a longtemps été qu'un modeste village-rue étiré le long de la route nationale 165 allant de Nantes à Audierne, localement de Quimper à Douarnenez : ce tronçon a été déclassé et forme désormais la route départementale 765, laquelle contourne désormais par le sud, à partir du rond-point de Kergaben, le bourg de Plonéis. Celui-ci s'est beaucoup développé dans les dernières décennies du XXe siècle avec la création de lotissements, notamment la cité du Radiophare (dont le nom garde le souvenir de la station du système CONSOL désormais disparu) au nord-ouest du bourg et surtout de tout un quartier nouveau au sud-est du bourg, entre la route départementale 56 menant en direction du nord à Guengat et Plogonnec et la départementale 765. La commune est désormais bien desservie par un réseau routier moderne, en particulier en direction de Quimper et de la rocade nord de Quimper permettant d'accéder facilement à la voie expresse (Route nationale 165) vers Nantes ou Brest, mais aussi vers Douarnenez (route départementale 765 vers l'ouest) ou encore vers Pont-l'Abbé (route départementale 56 en direction du sud) ; la partie sud de la commune est traversée par la route départementale 784 allant de Quimper à Audierne via Landudec et Plozévet. Plonéis est désormais une cité-dortoir, ses habitants allant travailler dans l'agglomération quimpéroise, ou encore à Douarnenez ou dans les ports du Pays bigouden, mais son urbanisation reste maîtrisée, sa partie rurale n'étant que très peu touchée par la rurbanisation. Une zone artisanale a bien été créée à Ty Moullec (en Guengat, mais à la limite de Plonéis) par l'intercommunalité Quimper Bretagne occidentale, mais elle reste presque vide.

## Urbanisme

### Typologie
Au 1er janvier 2024, Plonéis est catégorisée bourg rural, selon la nouvelle grille communale de densité à 7 niveaux définie par l'Insee en 2022.
Elle appartient à l'unité urbaine de Plonéis, une unité urbaine monocommunale constituant une ville isolée,. Par ailleurs la commune fait partie de l'aire d'attraction de Quimper, dont elle est une commune de la couronne,. Cette aire, qui regroupe 58 communes, est catégorisée dans les aires de 200 000 à moins de 700 000 habitants,.

### Occupation des sols
L'occupation des sols de la commune, telle qu'elle ressort de la base de données européenne d'occupation biophysique des sols Corine Land Cover (CLC), est marquée par l'importance des territoires agricoles (88,5 % en 2018), en diminution par rapport à 1990 (92,1 %). La répartition détaillée en 2018 est la suivante : 
terres arables (55 %), zones agricoles hétérogènes (22,3 %), prairies (11,2 %), forêts (5,6 %), zones urbanisées (5,2 %), mines, décharges et chantiers (0,7 %). L'évolution de l'occupation des sols de la commune et de ses infrastructures peut être observée sur les différentes représentations cartographiques du territoire : la carte de Cassini (XVIIIe siècle), la carte d'état-major (1820-1866) et les cartes ou photos aériennes de l'IGN pour la période actuelle (1950 à aujourd'hui).

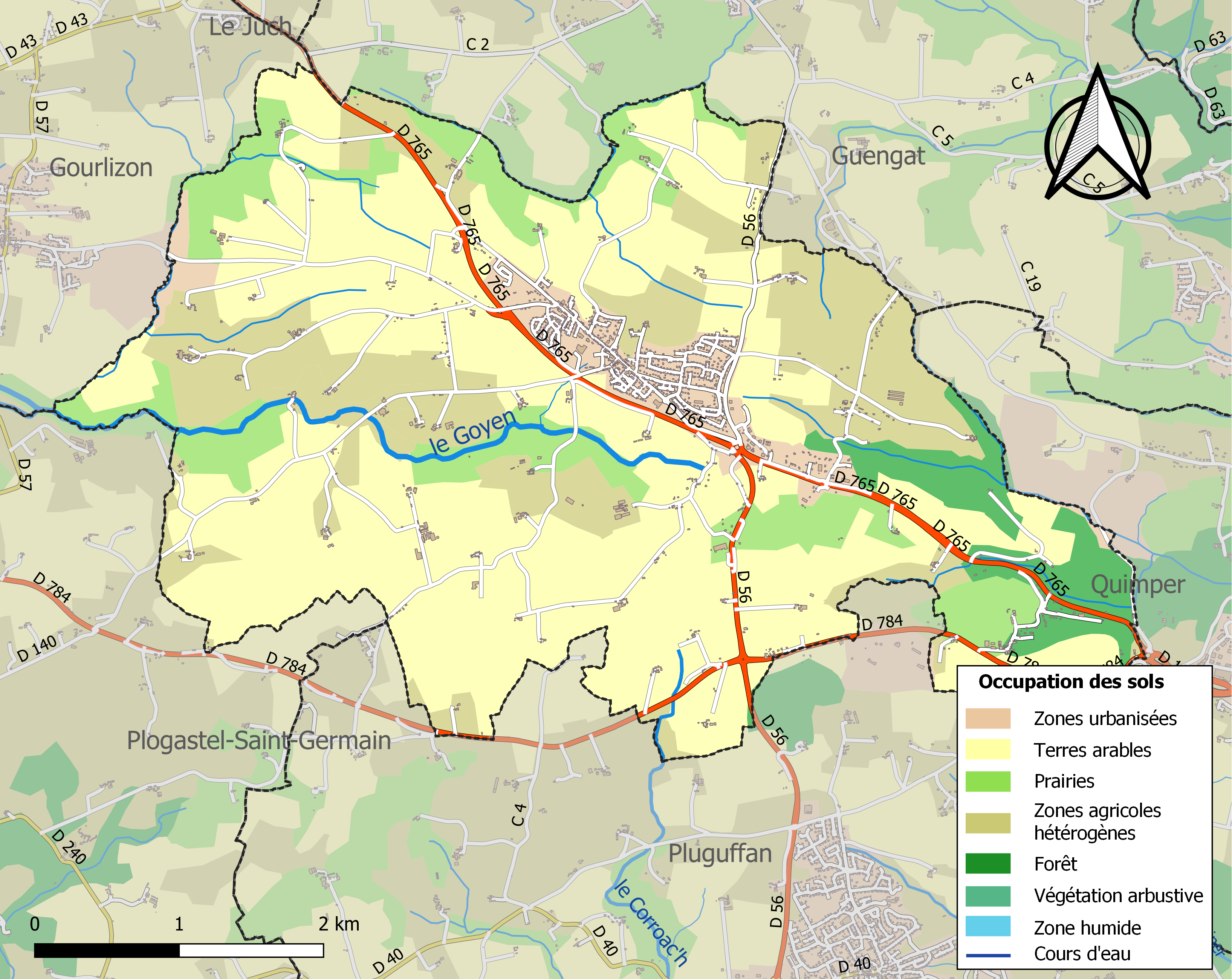
Carte des infrastructures et de l'occupation des sols de la commune en 2018 (CLC).

## Toponymie
Le nom de la localité est attesté sous les formes Ploeneth en 1160, Ploeneiz vers 1330.
Le nom breton de la commune est Ploneiz.
Plonéis vient du breton ploe (paroisse) et de saint Neis, celui-ci étant probablement un saint abbé quasi inconnu (un ermite fondateur de la première communauté chrétienne qui se serait retiré dans la solitude d'une vaste forêt où, selon la légende, le lait d'une biche suffisait à l'alimenter) aussi sous le nom de saint Gilly, lequel aurait été assimilé par la suite à saint Gilles, devenu patron de la paroisse.
Le nom « la Boissière » provient du breton « beuz » (« buis »), la chapelle ayant été édifiée en un lieu planté de buis.

## Histoire

### Préhistoire
Un tumulus d'une soixantaine de mètres de circonférence fut découvert en 1899 à Kervastal à l'occasion de travaux de défrichement. Les fouilles entreprises firent apparaître un cercle de grandes dalles plates fichées en terre et se rejoignant exactement en formant une enceinte parfaitement ronde de 30 mètres de tour environ. L'écrêtage du sommet du tumulus fit apparaître une grande dalle de 2,25 mètres de longueur sur 1,70 mètre de largeur, posée à plat, taillée en dos d'âne et qui recouvrait manifestement la sépulture sur laquelle le tumulus avait été édifié ; il s'agissait donc d'un dolmen encore enfoui sous ce tumulus, mais le tombeau était vide ; un autre tumulus situé à proximité avait été fouillé sommairement quelques années auparavant.
Une cachette de fondeur fut fouillée en 1886 à Coatjou-Glas par Paul du Châtellier : deux bracelets et 49 haches à douilles furent trouvées dans une poterie recouverte d'une pierre plate. Paul du Châtellier fouilla aussi à Coatjou-Glas quelques années plus tard un tumulus de 14 mètres de diamètre et 1,5 mètre de hauteur dans lequel il trouva des morceaux de charbon, des débris de poteries grossières, des éclats de silex et un petit poignard en bronze contenu dans un vase d'argile brisé dans la sépulture dont le fond était dallé de pierres plates. Ce tumulus fut totalement arasé peu de temps après avoir été fouillé.

### Moyen Âge
Plonéis faisait partie du Quéménet (ou Kemenet) dont le siège se trouvait à Penhars, dit encore Quéménet-Even, à l'origine du nom de la commune de Quéménéven (car il aurait appartenu à Even, comte de Léon au Xe siècle, puis à sa descendance), châtellenie des vicomtes du Léon enclavée dans le comté de Cornouaille au XIIe siècle. Il est possible qu'elle se soit étendue à l'origine sur les deux pagi (« pays ») du cap Sizun et du cap Caval, mais, au XIIIe siècle, elle ne se composait plus que d'une douzaine de paroisses (dont Plouhinec, Plozévet, Pluguffan, Penhars, Plonéis, Guengat et Plogonnec) au sud-ouest et à l'ouest de Quimper.
La terre du Marcheix (forme française du nom Marhallac'h) aurait été anoblie entre 1426 et 1444 en faveur d'un Caznevet Le Bouder dont le fils Hervé Le Bouder se vit contester sa noblesse en 1444 par les paroissiens de Plonéis, mais Jehan du Marhallac'h, probablement le fils d'Hervé Le Bouder, est nommé à la montre de 1481. La famille du Marhallac'h disposait de prérogatives et privilèges dans l'église de Plonéis, dans celle de Plozévet, ainsi que dans une chapelle de la cathédrale Saint-Corentin de Quimper. En 1248 un Jean du Marhallac'h aurait participé à la Septième croisade, mais c'est très douteux puisque la famille n'a été anoblie qu'au XVe siècle. Un aveu datant de 1540, consenti par René du Marhallac'h à René, vicomte de Rohan, et un autre datant de 1560 rendu par un sieur du Marhallac'h sont conservés dans les archives du château. Un Jean du Marhallac'h fut chanoine de la cathédrale de Quimper en 1598. Alain du Marchallac'h, chef royaliste pendant les guerres de la Ligue, prit part à la défense du château de Pont-l'Abbé assiégé par les ligueurs (« Il fut cause de la reddition dudit château, de quoi il fut blâmé par les autres du dedans, l'accusant d'intelligence secrète et de trahison » écrit le chanoine Moreau) ; il fut tué en 1590 lors du siège du château de Guengat.
La seigneurie de Kerven devint au début du XVe siècle la propriété d'Hervé II de Kersauson, sixième enfant d'Hervé I de Kersauson et d'Alliette de Lanros, en raison de son mariage avec Marguerite Guillamot, dame de Kerven et du Plessis. En 1550, elle passa aux mains de la maison de Lezandévez en raison du mariage de Renée de Kersauson avec François de Lezandévez.

#### Les Hospitaliers
Plonéis serait une paroisse de l'Armorique primitive qui aurait englobé Guengat, Penhars et Saint-Mathieu de Quimper. Son nom, écrit « Ploeneth », est mentionné pour la première fois en 1160 dans une énumération des biens des Hospitaliers de l'ordre de Saint-Jean de Jérusalem en Bretagne.

### Époque moderne
La façade ouest de l'église paroissiale Saint-Gilles est reconstruite en 1630 et le clocher terminé en 1641. L'ossuaire, qui possède trois baies, servit pour les baptêmes après que les ossements en aient été retirés. Le conseil de fabrique se réunissait sous le porche.
En 1654 le prédicateur Julien Maunoir prêcha une mission à Plonéis.
Yves Joncour, de Kernoter, décédé à l'âge de 15 ans, fut le dernier mort à être enterré dans l'église paroissiale, le Parlement de Bretagne interdisant dorénavant de telles inhumations.
En 1759, une ordonnance de Louis XV ordonne à la paroisse de Plouneis [Plonéis] de fournir 11 hommes et de payer 72 livres pour « la dépense annuelle de la garde-côte de Bretagne ».
La famille du Disquay, seigneur de Kerven [Kervent] disposait du droit de haute justice. La terre de Kerven fut érigée en châtellenie par Claude du Disquay au début du XVIIe siècle, qui fit construire le manoir de Kerven (lequel était une vaste construction, avec ses bois, ses étangs et sa fontaine monumentale) ; Claude du Disquay (né avant 1600, décédé en 1662) fut président du présidial de Quimper ; au XVIIIe siècle, le mariage de Marie Josèphe du Disquay, « haute et puissante dame châtelaine de Kervent et Plessix » avec Jean Joseph du Brieux, « chevalier seigneur de Tréota » [en Poullan], fit passer cette seigneurie dans la famille du Brieux ; les fourches patibulaires, situées au lieu-dit  Parc ar justissou, furent abattues pendant la Révolution française.
Jean-Baptiste Ogée décrit ainsi Plonéis en 1778 :

« Plonéis, sur la route de Quimper à Pontcroix ; à 1 lieue trois quarts à l'ouste-nord-ouest de Quimper, son évêché, sa subdélégation et son ressort ; à 42 lieues de Rennes. On y compte 1 000 communiants ; la cure est à l'alternative. La haute justice de Ker-ven [Kervent] s'exerce à Quimper. Des vallons, des monticules, des terres bien cultivées et fertiles, et quelques landes, voici ce que le territoire offre à la vue. La rivière de Pontcroix y prend sa source. »

### Révolution française
La paroisse de Plonéis, qui comprenait alors 150 feux, élit deux délégués, Pierre Floch, cultivateur au Leuré, et Yves Le Joncour, cultivateur à la Boissière, pour la représenter à l'assemblée du tiers-état de la sénéchaussée de Quimper au printemps 1789. Le cahier de doléances de Plonéis est identique à ceux de Plogastel, Bodivit et Ergué-Gabéric.
La loi du 12 septembre 1791 « relative à la circonscription des paroisses du district de Pont-Croix » donne à la paroisse de Plonéis comme succursales Plogastel et Gourlizon.
La commune de Plonéis est rattachée au canton de Plogastel et au district de Pont-Croix, bien qu'elle soit plus proche de Quimper.
Jean-Bénigne Le Bihan, recteur de Plonéis est remplacé en mars 1790 par Jean-Vincent Guéguen, qui était recteur de Saint-Thurien ; ce dernier prête le serment de fidélité à la Constitution civile du clergé, de même que son vicaire René Bernez, mais devint assez vite hostile aux idées révolutionnaires abjurant son serment et devenant prêtre réfractaire. Inquiété, il quitte Plonéis et va se cacher dans la région de Glomel où, devenu recteur, il meurt en 1817.
La chapelle Sainte-Anne est démolie, un ingénieur de Quimper, Détaille, utilise ses moellons pour empierrer les routes.
Louis-Marie de Carné-Marcein, héritier du manoir de Marhalla (Marhallac'h) émigre en novembre 1791 en Flandre. Mme de Carné et sa bru sont emprisonnées le 15 octobre 1792 à la prison de Crec'hmar (Crémar) [en fait le manoir de Kernisy en Penhars]. Louis-Marie de Carné fit partie de l'armée des émigrés lors de l'expédition de Quiberon en juin-juillet 1795. Madame de Carné rentra en possession du manoir de Marhalla le 22 mars 1796, les scellés étant alors ôtés en raison de la mainlevée de séquestre. Louis-Marie de Carné, alors émigré en Espagne (il était à la tête d'une compagnie de dragons légers), rentra définitivement en France en 1800.
Le manoir de Kervent, qui appartenait aux fils de Joseph-Marie du Brieux, lesquels avaient émigré (notamment René Louis du Brieux, petit-fils de Joseph-Marie du Brieux, qui émigra en Grande-Bretagne), fut vendu comme bien national et acheté le 31 octobre 1793 par Jean-Laurent Le Breton, médecin à Quimper.
Un instituteur est nommé, Guillaume Gourdon, mais il est chassé de la commune à coups de pierres et de bâtons, les habitants ne voulant pas nourrir une bouche « inutile ».
Le 29 juillet 1795, la chapelle de la Boissière est à son tour vendue comme bien national, l'acquéreur étant Thurien, aubergiste dans la commune.
Alain-Guillaume Moreau, un prêtre ivrogne originaire de Plonéis, fut élu le 21 mai 1798 président de l'administration cantonale du canton de Plogastel ; il fut suspendu le 12 octobre 1798 après de nombreuses plaintes.
Pendant la Révolution française, la grande croix processionnelle de Guengat fut cachée dans un champ, à la limite de la paroisse ; les hasards du cadastre firent que ce champ se trouva dépendre de la commune de Plonéis et, lorsqu'elle fut déterrée, les habitants de cette commune rechignèrent à la rendre à Guengat.
La sacristie de l'église paroissiale servit de mairie sous le Directoire et le Consulat.

### LeXIXesiècle

#### Plonéis pendant la première moitié duXIXesiècle
Entre juin 1802 et août 1803, Plonéis compte 177 décès, dont 52 d'enfants de moins de deux ans et 23 d'enfants âgés de deux à dix ans.
Yves Quéré, ancien prêtre réfractaire qui avait émigré, est nommé desservant de Plonéis le 20 juin 1803 ; Vincent Tymen, originaire du village de Kergreis en Plonéis, est nommé recteur de Plonéis en juin 1806.
Deux soldats originaires de Plonéis meurent pendant les Guerres de l'Empire : Claude Le Plouzennec, du village de Kersinien, chasseur au 27e régiment d'infanterie légère, mort le 28 novembre 1809 à Vienne (Autriche) et Noël Henault, voltigeur au 76e régiment d'infanterie, tué le 8 juillet 1810 lors d'un combat en Espagne.

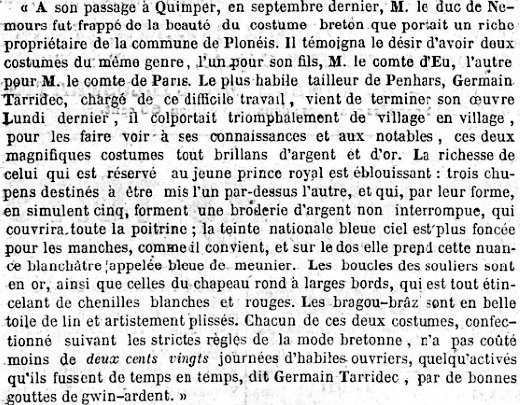
Deux costumes bretons imitant celui d'un riche propriétaire de Plonéis fabriqués à Penhars à la demande du duc de Nemours pour deux enfants royaux (journal Le Constitutionnel du 23 décembre 1843).

Dans la décennie 1820, les réunions du conseil municipal se tenaient au cabaret. Pendant le mandat municipal de Louis-Marie de Carné-Marcein une salle du presbytère est aménagée pour servir de mairie.
L'octroi de Plonéis est supprimé le 1er janvier 1821, ce qui diminue le prix de l'alcool vendu et réjouit les deux cabaretières de la commune.
Un rapport du maire de Plonéis adressé au préfet, daté du 17 mai 1822, indique que les autels de l'église paroissiale  « sont dans un état de dégradation indécente » tant ils sont pourris car le toit de l'église (réparé en 1821) laissait passer l'eau depuis plusieurs années.
La loi Guizot du 28 juin 1833, qui impose aux communes de plus de 500 habitants l'entretien d'une école publique et de son instituteur, n'est pas appliquée à Plonéis, la majeure partie des habitants n'en voyant pas la nécessité. Lors des élections municipales du 30 novembre 1834, les trois candidats sortants qui avaient pris position en faveur de l'installation d'une école à Plonéis sont battus. Le conseil municipal refuse à nouveau le 15 avril 1838 la création d'une école : « L'habitude que les cultivateurs ont d'employer leurs enfants dès l'âge de cinq ou six ans, pour des petits services qu'ils rendent dans leurs ménages, les empêchent toujours de les éloigner pendant plusieurs heures  » pour aller à l'école.
A. Marteville et P. Varin, continuateurs d'Ogée, décrivent ainsi Plonéis en 1845 :

« Plonéis (sous l'invocation de saint Gilles, anachorète) ; commune formée de l'ancienne paroisse de ce nom, aujourd'hui succursale. (...) Principaux villages : Kerlaven, Cleundoc'h, Mesquéon, Goulizon, Mezerun, la Villeneuve, Kergreis, Cochard, Kervastal. Manoirs de la Buissière [Boissière], du Marhallac'h. Superficie totale 3 160 hectares, dont (...) terres labourables 1 488 ha, prés et pâturages 194 ha, bois 185 ha, landes et incultes 1 177 ha (...). Moulins : 8 (de Quélennec, de Pontyon, de Kerven, du Marallac'h, de Kervastal, de Perros, à eau). L'église de Plonéis est d'un assez joli style, mais petite. Outre les deux terres que nous avons citées ci-dessus, on voit en Plonéis les ruines du vieux château de Kerven, qui servit dans les premiers temps de la Révolution de mairie à la nouvelle commune. La route de Quimper à Douarnenez traverse cette commune de l'est à l'ouest ; le gros ruisseau du Goayen qui, après avoir passé à Pontcroix, prend le nom de rivière de Pontcroix, coule dans la même direction. Plonéis est sur un plateau assez élevé ; plusieurs points de la route ont été relevés et donnent les altitudes suivantes : le bourg 151 m 40 au-dessus de la mer ; le sommet de la côte de l'Eau-Blanche, 132 m 38 ; l'hôtellerie de Kergaben, à 140 m 50. Il y a foire le mardi de la Pentecôte. Géologie : granite ; le bourg est sur roches feldspathiques. On parle le breton. »

Plonéis faisait partie, ainsi que d'autres communes comme Guengat, Briec et Plogastel-Saint-Germain, des localités voisines de Quimper dont des familles, le plus souvent très pauvres et trouvant là le moyen de gagner quelque argent, accueillaient de nombreux enfants naturels abandonnés mis en nourrice placés par l'hospice de Quimper ; beaucoup d'entre eux décédaient en raison de la médiocrité des soins qui leur étaient prodigués.

#### La nouvelle église paroissiale

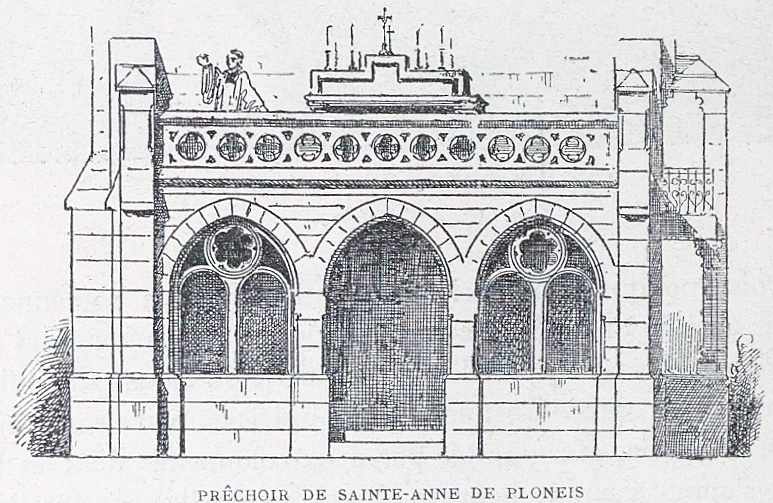
Le prêchoir de Sainte-Anne de Plonéis (dessin de 1881).

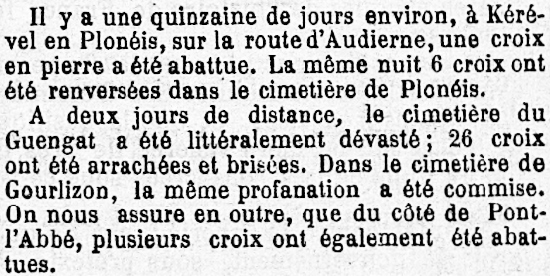
Des malfaiteurs briseurs de croix qui sévissaient à Plonéis, Guengat, Gourlizon et Pont-l'Abbé en 1885 (journal Le XIXe siècle du 9 janvier 1885).

Un tableau La Vierge et le Christ, de Coïc, est attribué en 1849 à l'église de Plonéis par l'État.
L'église actuelle de Plonéis est construite entre 1878 et 1881 d'après les plans du chanoine Jean-Marie Abgrall à l'emplacement de l'église précédente ; un vitrail, portant les armes des du Marhallac'h et des Harrigton est offert par le vicomte de Carné du Marhallac'h, en souvenir du mariage célébré dans l'église de Plonéis le 10 juin 1839 de son beau-frère Auguste du Marhallac'h avec Mélanie Harrigton, laquelle décéda en 1845. Une nouvelle chapelle Sainte-Anne est également construite à Prat-ar-Raz en 1879-1880 ; selon des croyances locales, on entendait auparavant des bruits de marteau dans les ruines, c'était la sainte qui demandait qu'on relevât son sanctuaire.

#### L'école de hameau de Gourlizon
Fin XIXe la construction de 67 écoles de hameaux a été autorisée dans le Finistère par deux décrets :
- Le décret du 25 octobre 1881 qui a délégué une subvention pour 18 écoles de hameaux sur l'arrondissement de Quimperlé ; toutes ont été bâties.
- Le décret du 14 mars 1882 qui a délégué une subvention pour 50 écoles de hameaux sur les quatre autres arrondissements du département (Brest, Châteaulin, Morlaix, Quimper) à choisir dans les communes « dont le territoire est le plus étendu et les ressources les plus restreintes » ; 49 ont été bâties dont 1 à Plonéis (Gourlizon qui dépendait de Plonéis jusqu'en 1892)[48].

Par la loi du 31 mars 1892 Gourlizon est érigé en commune indépendante, se séparant donc de celle de Plonéis.

### LeXXesiècle

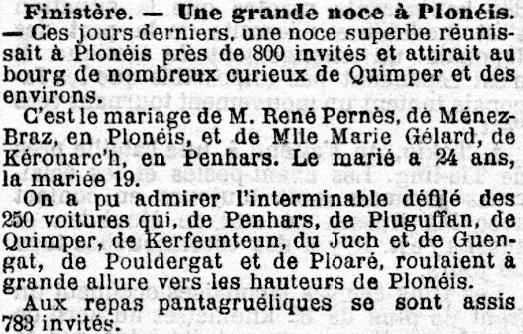
Un mariage à Plonéis en 1904 (journal La Croix).

#### La Belle Époque

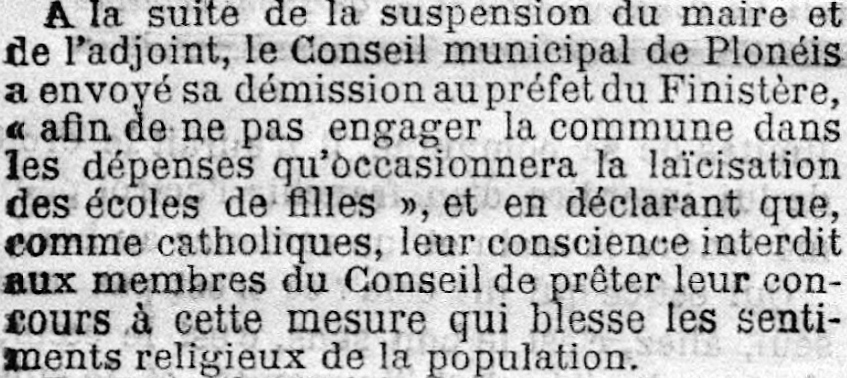
La démission du conseil municipal de Plonéis pour protester contre la laïcisation de l'école communale des filles (journal La Croix du 2 septembre 1902).

En réponse à une enquête épiscopale organisée en 1902 par François Dubillard, évêque de Quimper et de Léon en raison de la politique alors menée par le gouvernement d'Émile Combes contre l'utilisation du breton par les membres du clergé, le recteur de Plonéis écrit : « Il est impossible de se faire comprendre en chaire en dehors des sermons bretons ; donc il est impossible d'en faire en français ». Selon Crouan, commissaire de police à Pont-L'Abbé, Plonéis est alors considéré comme « un des villages les plus bretonnants ».
Par arrêté du préfet du Finistère, l'école publique de Plonéis, tenue jusque-là par les religieuses des Filles du Saint-Esprit, est laïcisée le 6 septembre 1902. En septembre 1902, tous les membres du conseil municipal de Plonéis démissionnèrent pour protester contre la laïcisation de l'école communale des filles, le maire René Pernez et son adjoint étant suspendus, puis révoqués, par le gouvernement d'Émile Combes pour avoir refusé d'appliquer la laïcisation et l'expulsion des Sœurs des Filles du Saint-Esprit ; en janvier 1903 tous furent réélus par 201 voix sur 202 votants.
En mars 1906, les inventaires d'église ne purent être faits dans plusieurs paroisses dont Plonéis car les fidèles gardaient l'église.
Le quartier-maître Claude Le Floch, de Plonéis, fut l'une des victimes du naufrage du sous-marin Pluviôse qui coula le 26 mai 1910 au large de Calais.

#### La Première Guerre mondiale
Le monument aux morts de Plonéis porte les noms de 58 soldats morts pour la France pendant la Première Guerre mondiale : parmi eux, Yves Gourlay, soldat au 118e régiment d'infanterie est disparu dès le 22 août 1914 dans les combats de Maissin en Belgique, de même que Jean Floch, mort aussi à Maissin ; Pierre Balanec et René Perchec (ce dernier marsouin au 42e régiment d'infanterie coloniale) sont morts en 1917 en Serbie et Pierre Pavec la même année en Grèce dans le cadre de l'expédition de Salonique ; tous les autres sont morts sur le sol français dont Jean Le Pape, soldat au 91e régiment d'infanterie, mort des suites de ses blessures le 4 juin 1918 à Longpont (Aisne), décoré de la Médaille militaire et de la Croix de guerre ; Corentin Diquellou, né le 19 février 1898 à Plonéis, soldat au 3e régiment du génie, est mort des suites de ses blessures à l'hôpital de Quimper le 14 août 1919.

#### L'entre-deux-guerres
André Chevrillon décrit en 1920 une fête à Plonéis (ou Pluguffan) :

« C'est par là, à Pluguffan ou Plonéis, qu'on rencontre presque toujours quelque noce ou baptême. On est bien forcé de d'arrêter ; ils vous barrent la route en vous "bonjourant" si gentiment, en insistant pour vous faire enter dans la danse. Une longue bande, où il y a souvent des vieux ; tout ce monde sautillant sur place, la main dans la main, à la musique d'une bombarde et d'un cornemouseux, plus souvent d'un simple crin-crin [mauvais violon]. Habits de gala aux rois et reines de la fête, fleurs d'or ou d'argent au velours des chapeaux masculins, aux corsages bien bombés ; gilets brodés, devantiaux de soie et de dentelle. La gavotte, qui n'est pas du tout celle des salons français du XVIIIème siècle, mais une danse du pays, un des gestes propres à cette petite humanité locale, un geste venu des aïeux, indépendant, comme le costume, de nos habitudes et de notre façon d'être. Toujours le sentiment d'une civilisation à part, œuvre de la coutume et non pas de la mode, qui continue, suivant sa propre ligne historique, et s'attarde étrangement dans cette extrémité occidentale de notre France. Fête naïve: les hommes ont des physionomies plus simples que celles de nos enfants, et rien ne s'y lit que l'animation présente. Des innocents, ces braves gars, joyeux de toute occasion de mettre leurs plus braves habits et danser. On dirait que la vie est sans poids ni soucis pour ces paysans de l'ancien monde. Quel bonheur de se trémousser près de l'église et de leurs morts, sur la route généralement boueuse, entre deux grains de pluie,au son d'un petit crin-crin, qui semble plutôt fait pour faire sauteler des insectes. Sancta simplicitas ! »

En 1921, un incident opposa le recteur de Plonéis, soutenu par le maire et son adjoint, et l'institutrice de l'école publique de Plonéis : des élèves arborant dans l'école des broches émaillées représentant le Sacré-Cœur, qui leur avaient été vendus par les Sœurs, celle-ci leur avait ordonné de les retirer, faisant observer que le port de tout insigne religieux était interdit en classe ; le prêtre et les deux élus vinrent protester publiquement dans la cour de l'école contre cette décision de l'institutrice.
En août 1936 un arrêté préfectoral entérine la création d'un syndicat en vue de l'électrification de la région, comprenant les communes de Landudec, Tréogat, Plonéis, Gourlizon, Plovan, Pouldergat, Peumerit, Guiler-sur-Goyen, Plogastel-Saint-Germain et Pouldreuzic ; « Nous espérons que désormais la création de ce syndicat ne tardera guère et souhaitons que 1937 nous apporte l'électricité tant attendue ».

#### La Seconde Guerre mondiale
Le monument aux morts de Plonéis porte les noms de 6 personnes mortes pour la France pendant la Seconde Guerre mondiale : Pierre Coroller, soldat au 265e régiment d'infanterie, mort le 25 mai 1940 à Calais pendant la Débâcle et inhumé dans la nécropole nationale de Zuydcoote ; Pierre Hélias, brancardier, tué par un bombardement de la Luftwaffe le 27 mai 1940 à Lille ; Louis Ramonet, tué en 1940 à Varennes ; Jean Seznec, mort en 1940 à Aubigny-les-Pothées (Ardennes) ; Joseph Salaün, frère-directeur du Likès, membre du réseau Johnny, déporté, mort au camp de concentration de Neuengamme  le 17 décembre 1944 ; Marie Thomas, morte en 1944.

#### L'après Seconde Guerre mondiale
Le radiophare de Plonéis (un pylône central de 100 mètres de hauteur et deux autres pylônes, situé l'un sur le territoire de la commune de Pluguffan, l'autre sur celui de Guengat, équipés de balises (système Consol) et servant d'aide pour la navigation aérienne et maritime, entra en service le 1er juillet 1951.

### LeXXIesiècle
Plonéis est devenu une commune attractive, notamment en raison de sa proximité de l'agglomération quimperoise et de la rocade nord de Quimper (route départementale n°100) ; par exemple entre 2012 et 2016, la commune enregistre 341 habitants supplémentaires ( + 3,27 %) et l'implantation de nouveaux commerces.

## Politique et administration

### Administration municipale
Le nombre d'habitants au dernier recensement étant compris entre 1 500 et 2 499, le nombre de membres du conseil municipal est de 19.

### Jumelages
| Ville | Ville    | Pays | Pays   |
| ----- | -------- | ---- | ------ |
|       | Jovençan |      | Italie |

## Démographie
L'évolution du nombre d'habitants est connue à travers les recensements de la population effectués dans la commune depuis 1793. Pour les communes de moins de 10 000 habitants, une enquête de recensement portant sur toute la population est réalisée tous les cinq ans, les populations de référence des années intermédiaires étant quant à elles estimées par interpolation ou extrapolation. Pour la commune, le premier recensement exhaustif entrant dans le cadre du nouveau dispositif a été réalisé en 2006.
En 2022, la commune comptait 2 405 habitants, en évolution de +0,54 % par rapport à 2016 (Finistère : +2,16 %, France hors Mayotte : +2,11 %).
| 1793 | 1800  | 1806  | 1821  | 1831  | 1836  | 1841  | 1846  | 1851  |
| ---- | ----- | ----- | ----- | ----- | ----- | ----- | ----- | ----- |
| 605  | 1 078 | 1 020 | 1 200 | 1 129 | 1 244 | 1 296 | 1 353 | 1 363 |

| 1856  | 1861  | 1866  | 1872  | 1876  | 1881  | 1886  | 1891  | 1896  |
| ----- | ----- | ----- | ----- | ----- | ----- | ----- | ----- | ----- |
| 1 326 | 1 313 | 1 323 | 1 350 | 1 418 | 1 406 | 1 529 | 1 702 | 1 134 |

| 1901  | 1906  | 1911  | 1921  | 1926  | 1931  | 1936  | 1946  | 1954 |
| ----- | ----- | ----- | ----- | ----- | ----- | ----- | ----- | ---- |
| 1 219 | 1 235 | 1 314 | 1 255 | 1 176 | 1 095 | 1 011 | 1 003 | 967  |

| 1962 | 1968 | 1975  | 1982  | 1990  | 1999  | 2006  | 2011  | 2016  |
| ---- | ---- | ----- | ----- | ----- | ----- | ----- | ----- | ----- |
| 946  | 936  | 1 161 | 1 373 | 1 426 | 1 417 | 1 687 | 2 067 | 2 392 |

| 2021  | 2022  | - | - | - | - | - | - | - |
| ----- | ----- | - | - | - | - | - | - | - |
| 2 427 | 2 405 | - | - | - | - | - | - | - |

Entre 2012 et 2017, Plonéis a été la commune démographiquement la plus dynamique de Quimper Bretagne Occidentale en gagnant 341 habitants (+3,27 % en 5 ans) entre 2012 et 2017.

## Langue bretonne
Le conseil municipal de Plonéis a voté la charte Ya d'ar brezhoneg le 13 octobre 2017.
Radio Kerne, qui diffuse des programmes exclusivement en langue bretonne, est installée à Plonéis.

## Culture locale et patrimoine

### Lieux et monuments
- L'église paroissiale Saint-Gilles, de style gothique flamboyant, date de 1540, mais a été restaurée au XVIIe siècle. Elle comprend une nefnef de trois travées avec bas-côtés et chapelles ; son clocher est à galerie. Le maître-autel en bois peint avec son tabernacle est surmonté d'un dais à colonnettes torsadées ; l'autel du Rosaire, qui date de 1826, est doté d'un retable polychrome. L'ancien ossuaire a été transformé en chaufferie. La sacristie date du XIXe siècle[21]. La fontaine de dévotion de Saint-Gilles est située à une centaine de mètres au sud de l'église : on y voit une niche en plein cintre qui contenait autrefois la statue du saint et les armes des Kersauson de Kerven ; on y venait pour soigner les rhumatismes.

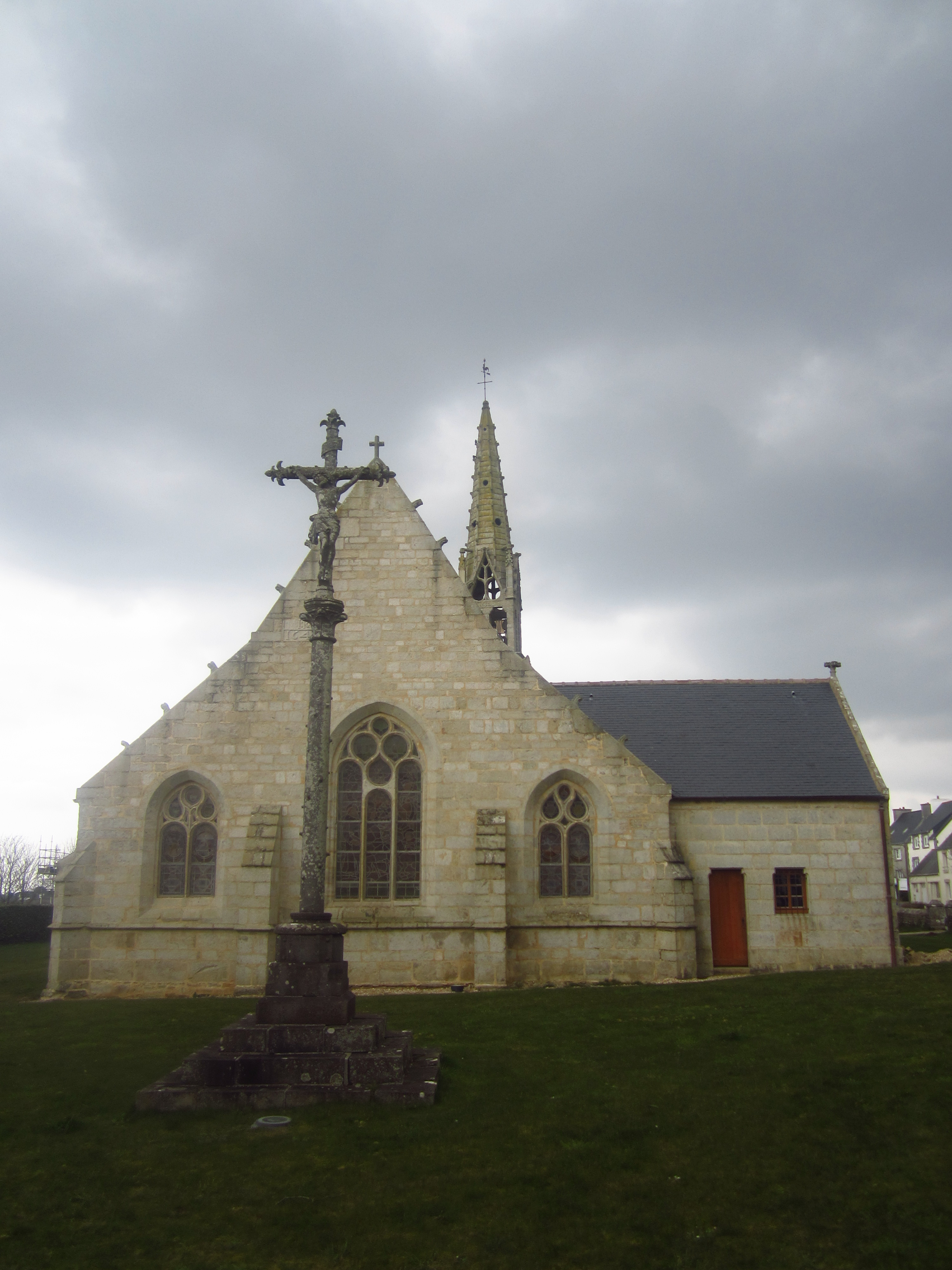
L'église paroissiale Saint-Gilles et son calvaire : vue d'ensemble.
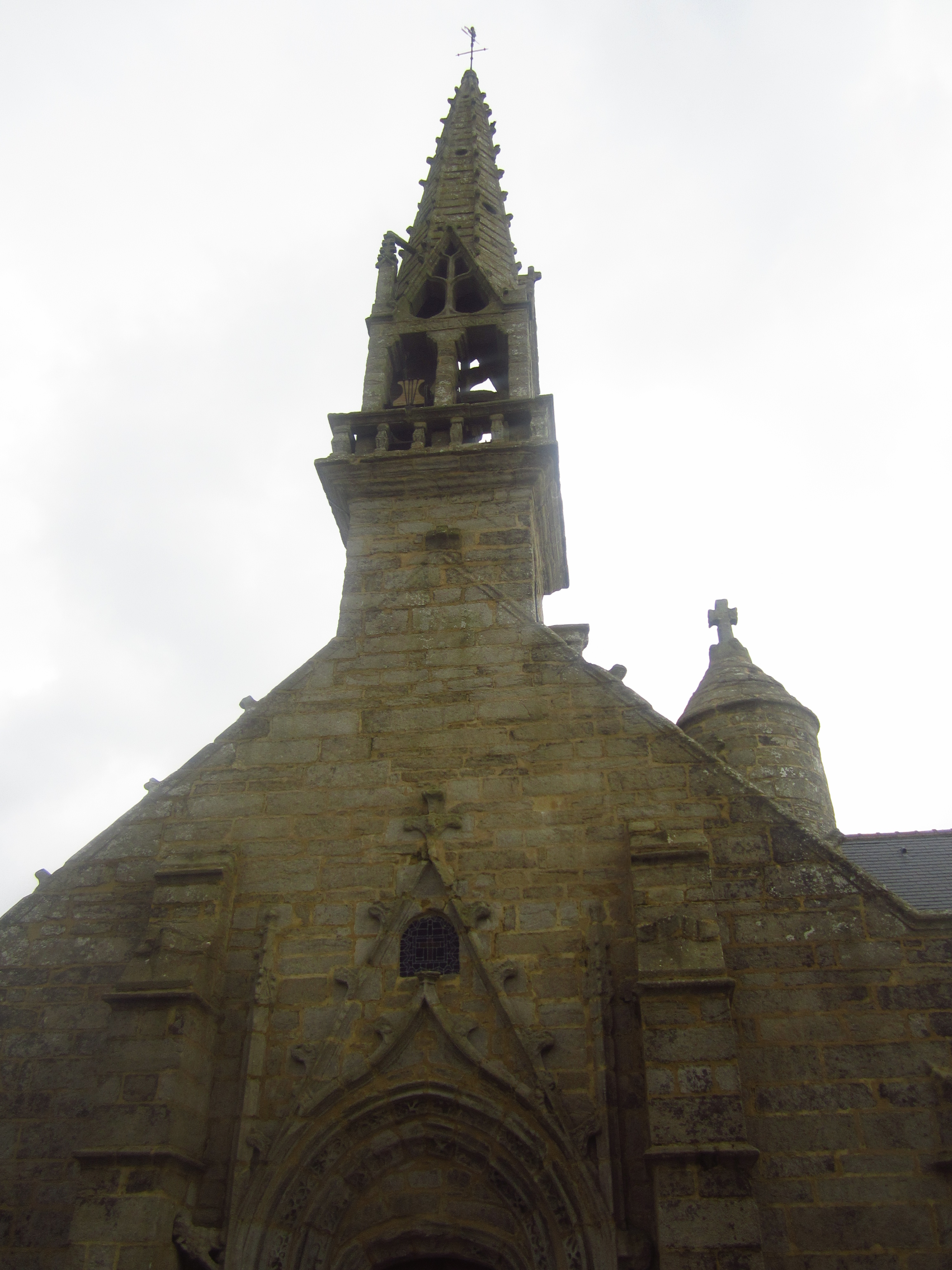
L'église paroissiale Saint-Gilles : la façade.
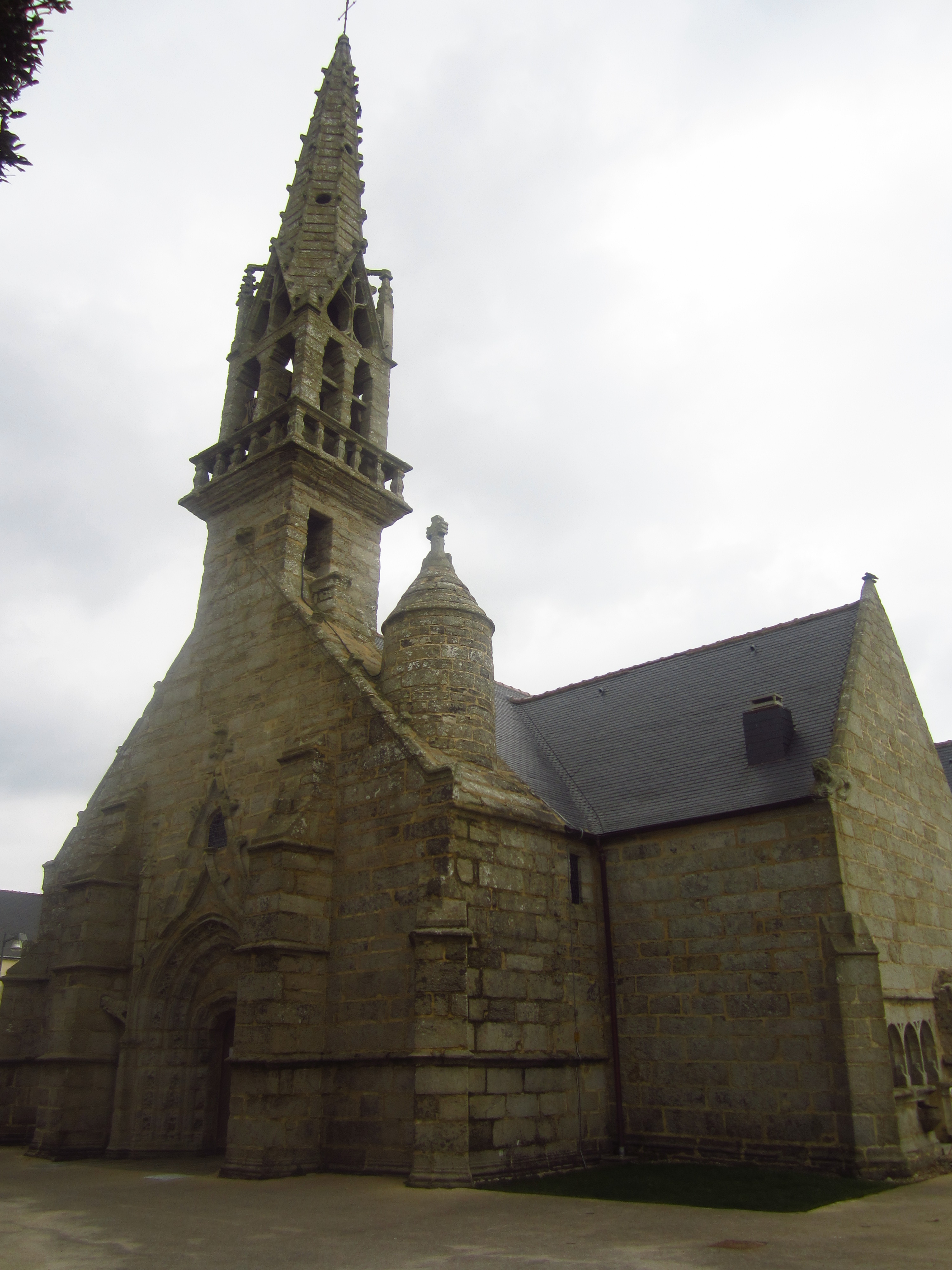
L'église paroissiale Saint-Gilles : le clocher.
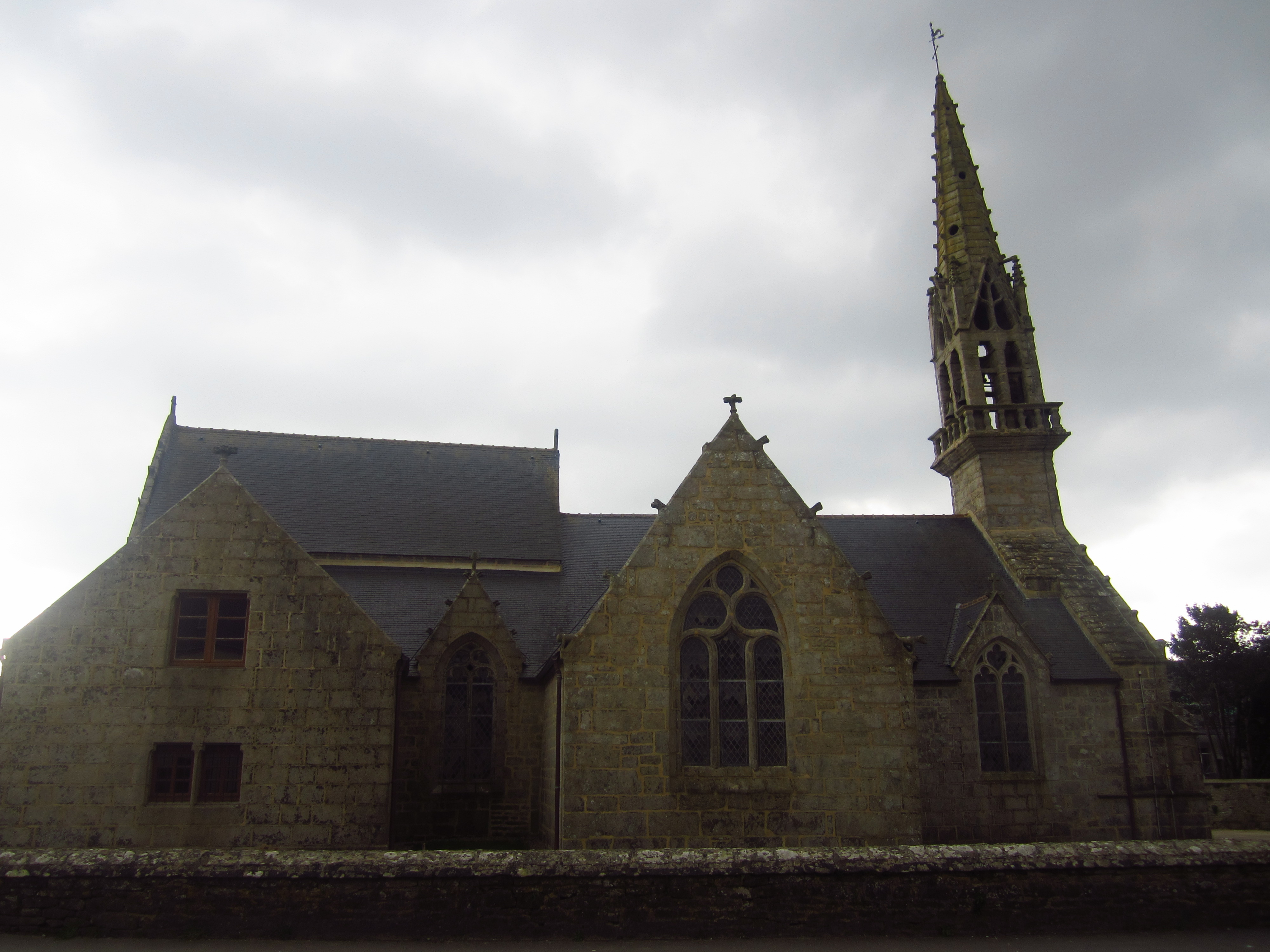
L'église paroissiale Saint-Gilles : vue latérale.

- La chapelle Notre-Dame de La Boissière date de la fin du XVIIe siècle, mais a été restaurée en 1913. Elle est en forme de croix latine. Son porche date de 1728, son clocher (sans flèche) de 1738, sa sacristie de 1761. Elle possède un retable du XVIIe siècle dans son aile sud[69] ; son maître-autel est de style néogothique ; son cadran solaire date de 1661. La statuette en granite de Notre-Dame-de-Grâces qui est dans la chapelle se trouvait antérieurement dans la niche de la fontaine de dévotion située à proximité. Son pardon est organisé le dimanche de la Trinité[21].
- La chapelle Sainte-Anne de Prat-ar-Raz : reconstruite en 1879-1880, c'est un édifice de plan rectangulaire de trois travées avec un clocheton-mur précédé d'un porche surmonté d'une terrasse entourée d'une balustrade et supportant un autel de pierre ; on y accède par un escalier extérieur. Au-dessus de la rosace figurent les armoiries de Nouvel de La Flèche, évêque de Quimper et Léon lors de la construction de la chapelle. Elle contient notamment une statue en bois polychrome de sainte Anne datant du XVIIIe siècle, qui a été restaurée en 1998. Une fontaine de dévotion, située en contrebas, porte à son sommet la date de 1671 et les restes de la croix des seigneurs du Disquay, du manoir de Kerven[70].

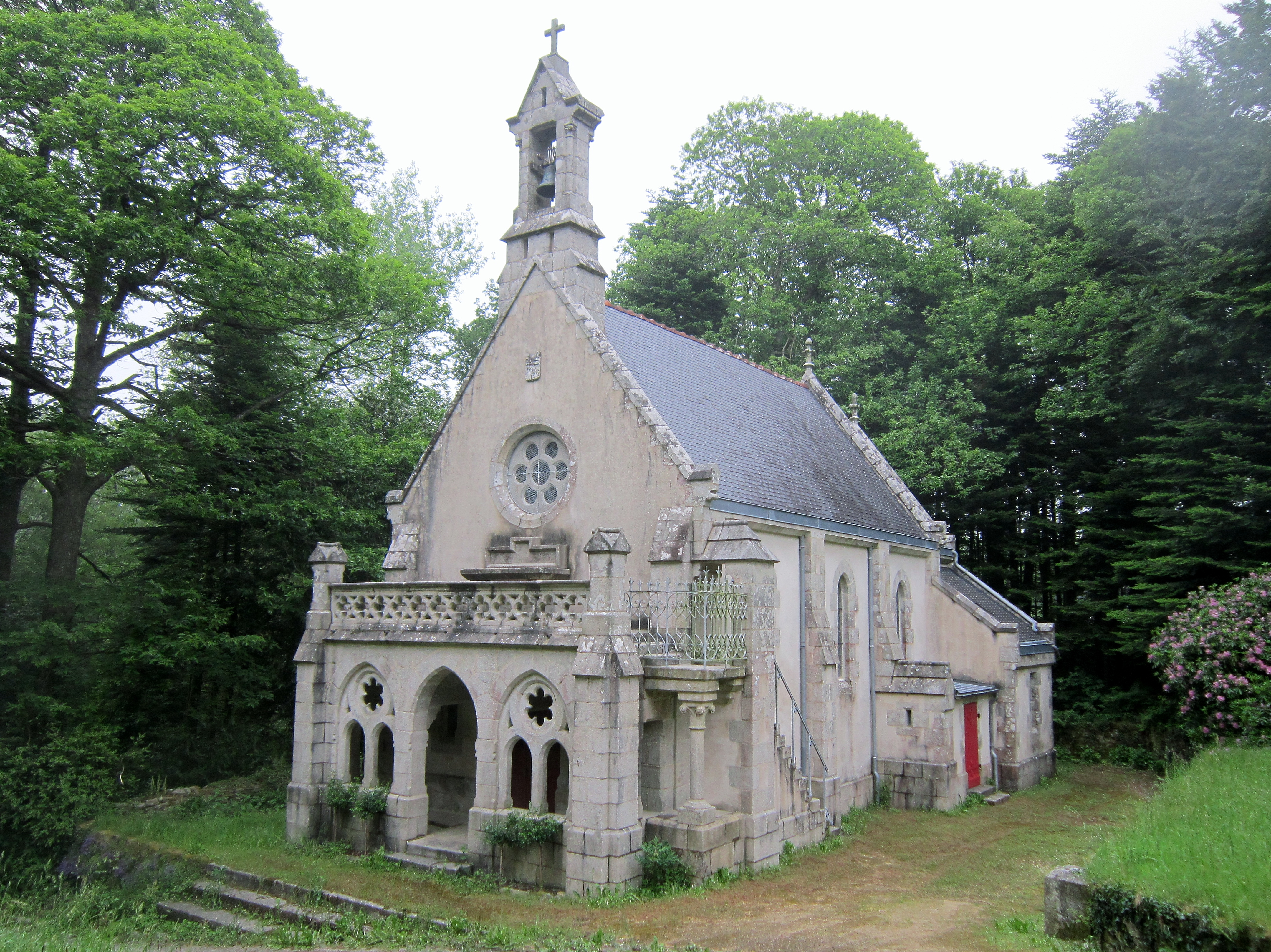
La chapelle Sainte-Anne de Prat-ar-Raz, vue extérieure d'ensemble.
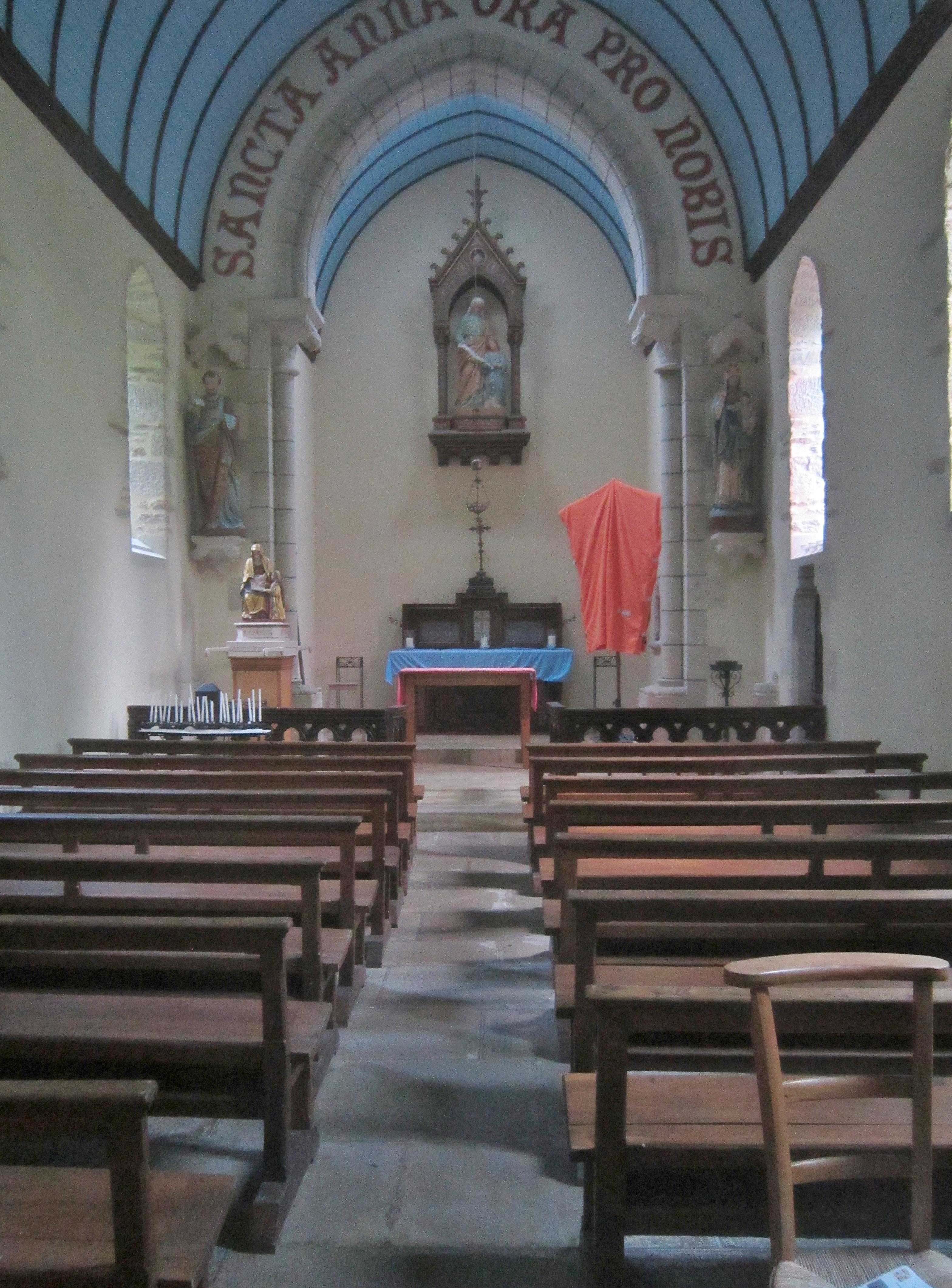
La chapelle Sainte-Anne de Prat-ar-Raz, vue intérieure d'ensemble.
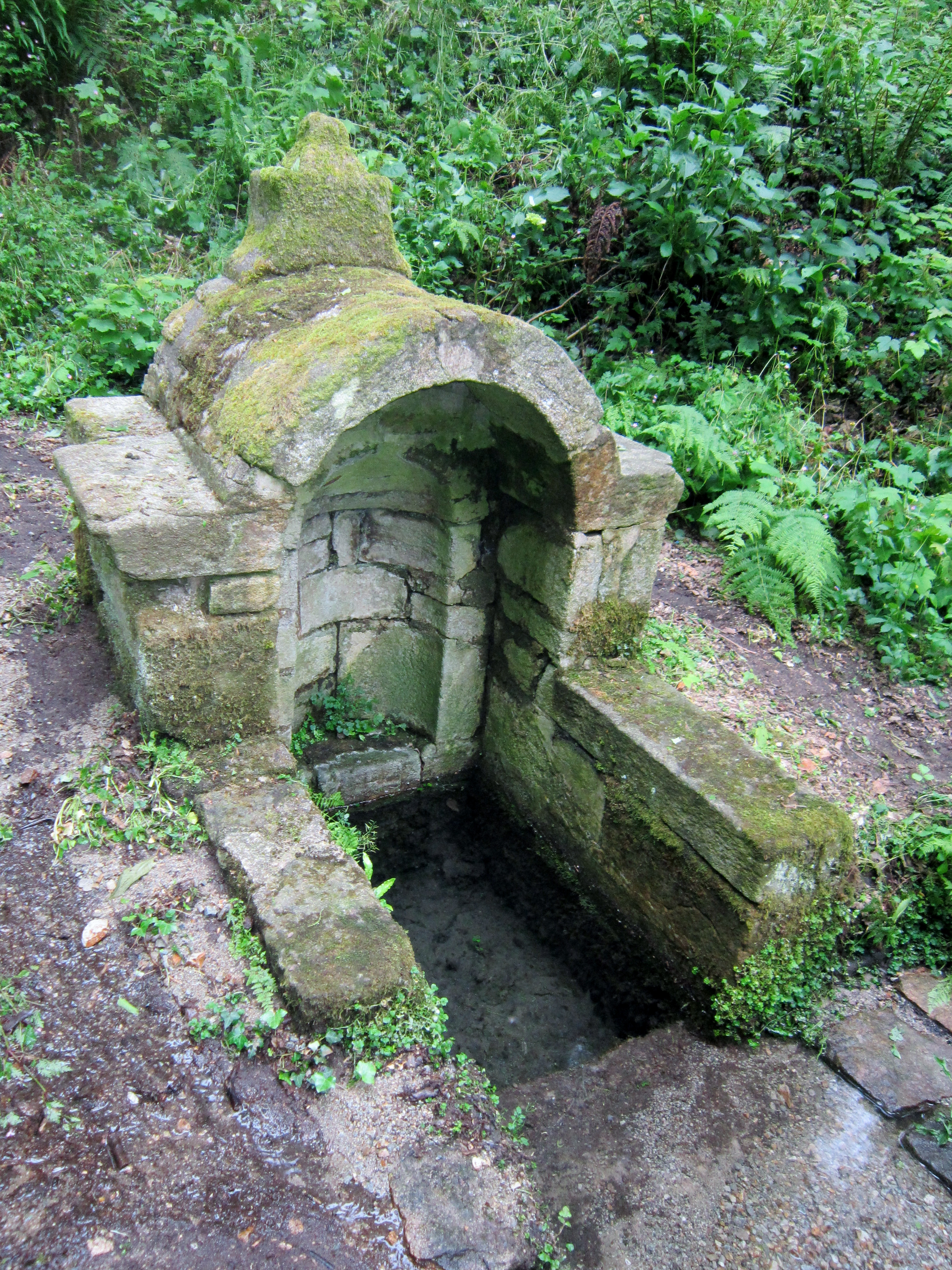
La fontaine de dévotion près de la chapelle Sainte-Anne de Prat-ar-Raz.

- Cinq croix et calvaires sont recensés à Plonéis : le calvaire de Kernévez date du XIVe siècle et porte notamment une Vierge de pitié ; celui de l'église est dû à Yann Larc'hantec et une inscription y évoque la mission de 1882 ; celui du cimetière porte une plaque de marbre évoquant la mission de 1912. Une stèle protohistorique située à la Croix-Thomas a servi de socle à une croix disparue[71].
- Le château du Marhallac'h : construit en 1888 par la famille de Carné d'après les plans d'un architecte marseillais sur le site d'un manoir plus ancien dont subsistent quelques vestiges.

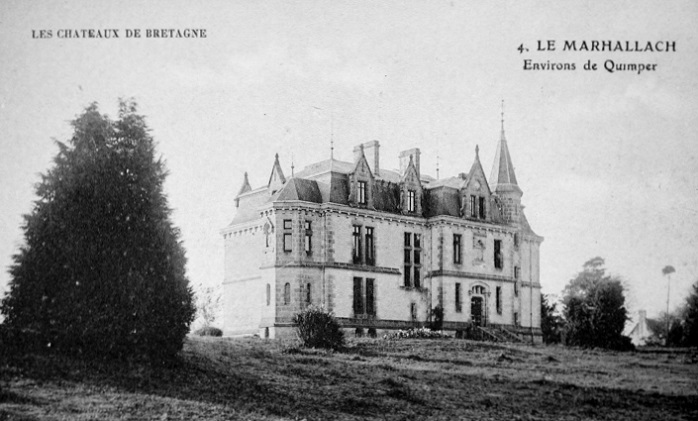
Le château du Marhallac'h vers 1920 (carte postale Villard).
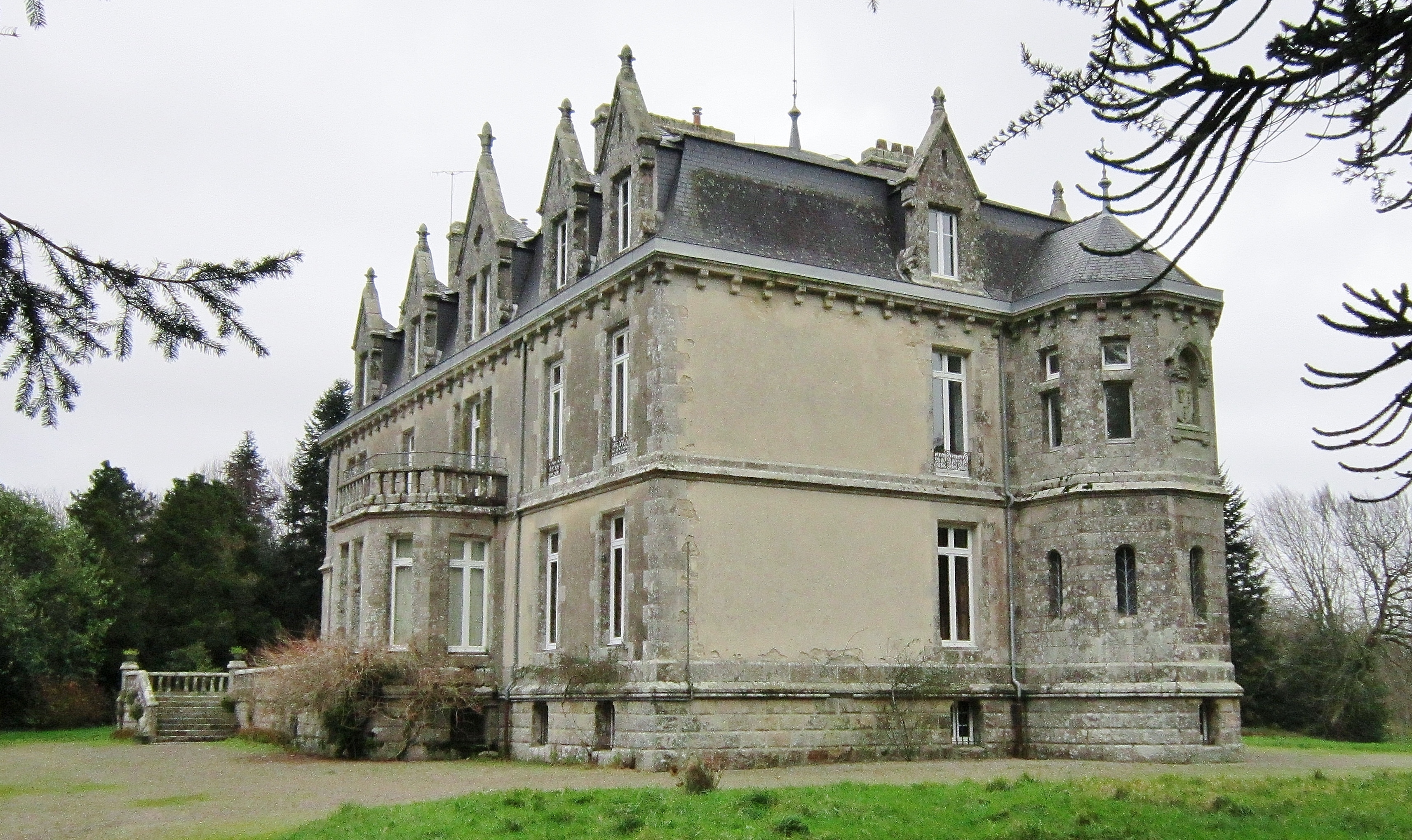
Le château du Marhallac'h.

- Le manoir de Kerven ; sa partie la plus ancienne remonte au XIIIe siècle, mais il fut largement remanié au XVIIe siècle. Vendu comme bien national lors de la Révolution française, ce n'était plus qu'une ruine vers 1960 avant sa restauration[72].
- Le manoir de Kergaben, construit en 1765, servit de presbytère à la fin de l'Ancien Régime.
- Le manoir de Lanhoulou appartenait avant la Révolution française à la famille de Moëllien, mais il a été démantelé en 1929[72].